# 長沼明
長沼 明（ながぬま あきら、1954年（昭和29年）11月30日 - ）は、日本の政治家、社会保険労務士。勲等は旭日小綬章。
埼玉県志木市長（2期）、埼玉県議会議員（3期）、志木市議会議員（6期）を歴任。

## 来歴
東京都板橋区生まれ。埼玉県志木市育ち。足立町立足立中学校（現志木市立志木中学校）、埼玉県立浦和高等学校卒業。1年間の浪人生活を経て、1974年に埼玉大学教養学部に入学。
1980年、埼玉大在学中のまま25歳で志木市議会議員選挙に出馬し、初当選。当時史上最年少の学生市議であった。1981年、7年間在学した埼玉大学教養学部を卒業。以後4期13年にわたり志木市議を務め、1993年に埼玉県議会議員の補欠選挙に出馬して史上最年少で当選した。1995年、再選を目指して埼玉県議会議員選挙に出馬するも、落選。
1996年、再び志木市議選に出馬し、得票数トップで5期目の当選を果たした。2000年の市議選でも再選。翌2001年、志木市議を辞職して再び埼玉県議選の補欠選挙に出馬し、当選する。2003年の県議選で3選。
2005年、埼玉県議を辞職。志木市長選挙に無所属で出馬し、元志木市助役で自民党・公明党の2党及び連合埼玉が推薦する児玉昭夫を破り、当選した。2007年、明治大学経営学部特別招聘教授に就任し、地方財政論の講義を担当。2009年6月7日告示の志木市長選挙に出馬。無投票により同日、2期目の当選。同年7月1日、市長に就任。
2013年6月9日執行の志木市長選挙に出馬。自由民主党、民主党、公明党の推薦を受けて無所属で出馬した香川武文に敗れ、落選。得票数は、香川：13,950票、長沼：10,165票。投票率は、42.75％
。
2025年（令和7年）春の叙勲で旭日小綬章を受章した。

## 人物
- 社会保険労務士の資格を有する。
- 志木市議時代から一貫して特定の政党には所属せず無所属で活動しているが、埼玉県議会議員時代は会派「フロンティア」及び「地方主権の会」に参加していた。

## 著書
- 議会は自転車に乗って（1983年）冬樹社
- ノン・リケット（1992年）朝日ジャーナルノンフィクション大賞・テーマ賞受賞（選考委員には田原総一朗）